# Lulu (Sängerin)

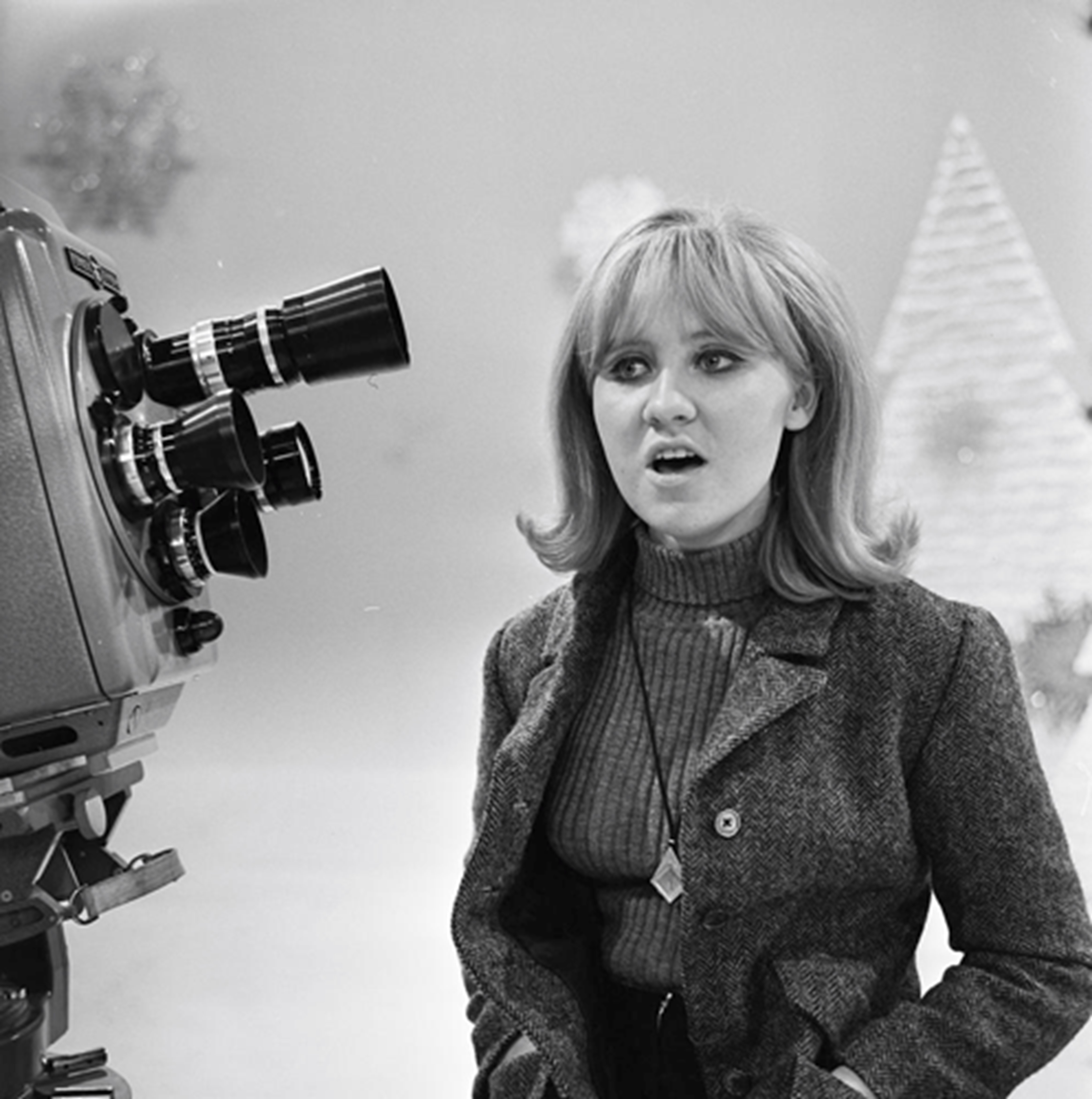
Lulu (1965)

Lulu (* 3. November 1948 in Lennoxtown, East Dunbartonshire/Schottland als Marie McDonald McLaughlin Lawrie, CBE) ist eine schottische Pop-Sängerin und Schauspielerin.

## Karriere
Im Alter von 15 Jahren wurde Lulu mit ihrer Fassung des Songs Shout von den Isley Brothers berühmt, den sie zusammen mit ihrer Gruppe „The Luvvers“ vortrug. 1965 trennte sie sich von der Band und landete mehrere Single-Hits, unter anderem I’m a Tiger. In den USA war sie im Jahr 1967 mit To Sir with Love fünf Wochen auf Platz eins der Single-Hitparade. Im selben Jahr landete Lulu in Großbritannien einen Hit mit The Boat That I Row. Erwähnenswert ist auch ihre Interpretation des David-Bowie-Songs The Man Who Sold the World, der in Großbritannien 1974 ein Top-10-Erfolg war. Ab 1965 arbeitete sie als Moderatorin mehrerer Radio- und Fernsehprogramme der BBC.
Zwischendurch trat Lulu immer wieder als Schauspielerin in Kinofilmen und vor allem im Fernsehen auf (u. a. als Mutter von Adrian Mole). 1967 spielte sie neben Sidney Poitier in dem Film Junge Dornen (To Sir, with Love) und sang auch den Titelsong. Cineasten ist sie zudem als Interpretin des James-Bond-Titelsongs The Man with the Golden Gun (1974) zum Bond-Film James Bond 007 – Der Mann mit dem goldenen Colt ein Begriff. 1969 vertrat sie Großbritannien beim Grand Prix Eurovision de la chanson (Eurovision Song Contest) mit dem Titel Boom Bang-a-Bang und gewann punktgleich mit drei weiteren Teilnehmern. Diesen Titel nahm Lulu auch in deutscher Sprache auf, der ebenfalls ein Single-Hit wurde. Außerdem nahm Lulu noch drei weitere Singles in deutscher Sprache auf.
Zusammen mit Shakin’ Stevens, Freddie Fingers Lee, Alvin Stardust und Joe Brown trat Lulu 1980 und 1981 in über 30 Sendungen der Musikshow Let’s Rock unter der Regie von Jack Good auf.

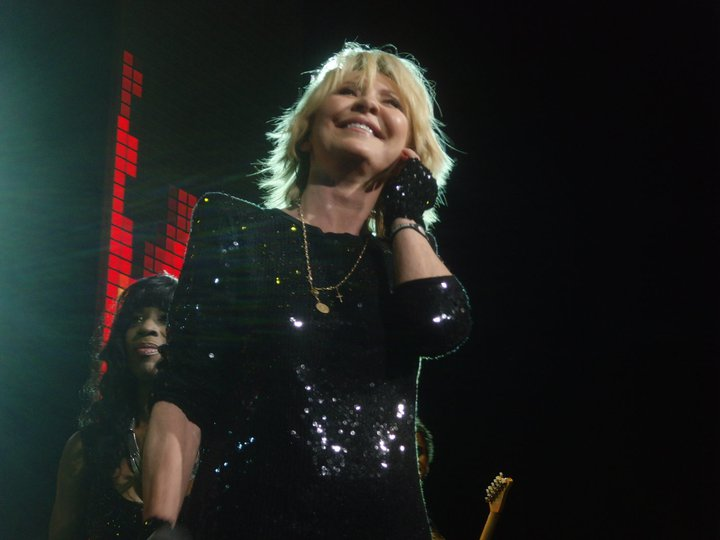
Lulu bei einem Auftritt im Rahmen der Here Come the Girls-Tournee in Glasgow (2010)

In den 1990er Jahren hatte sie ein Comeback mit Take That und landete wieder auf Platz eins der britischen Charts, 2002 erschien ein Album mit Duetten mit Elton John und Paul McCartney.
Im November 2009 startete Here Come the Girls, eine gemeinsame Tournee durch Großbritannien mit den Sängerinnen Chaka Khan und Anastacia. Das Programm enthielt sowohl eigene Hits als auch Coverversionen. Ein Jahr später wurde die Tournee fortgesetzt, diesmal auch mit einem Konzert in Irland. Anstelle von Chaka Khan sang nun Heather Small, die Leadsängerin der Band M People.
Im Januar 2023 nahm Lulu als Piece of Cake an der vierten Staffel der britischen Version von The Masked Singer teil, in der sie den elften Platz belegte.

## Privates
Lulu war von 1969 bis 1973 mit dem britisch-australischen Popmusiker Maurice Gibb verheiratet, von 1977 bis 1991 mit dem britischen Prominentenfriseur John Frieda verheiratet. Aus dieser Ehe stammt ihr Sohn, der Schauspieler Jordan Frieda (* 1977). 
Während Lulu in den 1990er Jahren mit Take That zusammenarbeitete, wurde ihr ein Liebesverhältnis mit dem Sänger der Band, Jason Orange, nachgesagt. Dies wurde von beiden in der Show An Audience with Take That dementiert.
Am 4. Oktober 2000 fuhr Lulu den letzten je gebauten Mini Cooper nach mehr als 5,3 Mio. gebauten Einheiten von der Montagelinie im Werk Longbridge bei Birmingham.
Ihre Autobiografie erschien 2003 unter dem Titel Don’t Wanna Fight No More.

## Diskografie
Studioalben

| Jahr | Titel                                                | Höchstplatzierung, Gesamtwochen, AuszeichnungChartplatzierungen (Jahr, Titel, Platzierungen, Wochen, Auszeichnungen, Anmerkungen) | Höchstplatzierung, Gesamtwochen, AuszeichnungChartplatzierungen (Jahr, Titel, Platzierungen, Wochen, Auszeichnungen, Anmerkungen) | Anmerkungen |
| Jahr | Titel                                                | UK | US | Anmerkungen |
| ---- | ---------------------------------------------------- | --- | --- | --- |
| 1967 | Love Loves to Love Lulu (UK) / To Sir with Love (US) | — | US24 (20 Wo.)US | Erstveröffentlichung: Oktober 1967 Produzent: Mickie Most |
| 1970 | New Routes                                           | — | US88 (14 Wo.)US | Erstveröffentlichung: Februar 1970 Produzenten: Arif Mardin, Jerry Wexler, Tom Dowd                                                                                  |
| 1981 | Lulu                                                 | — | US126 (10 Wo.)US | Erstveröffentlichung: August 1981 Produzent: Mark London |
| 1993 | Independence                                         | UK67 (1 Wo.)UK | — | Erstveröffentlichung: Februar 1993 Produzenten: Errol Henry, Ian Green, Cary Baylis, Eliot Kennedy, Mike Ward, Nick Martinelli, Barry Gibb, Maurice Gibb, Essentials |
| 2002 | Together                                             | UK4 Gold · (10 Wo.)UK | — | Erstveröffentlichung: 20. Mai 2002 Executive Producer: Elton John |
| 2004 | Back on Track                                        | UK68 (1 Wo.)UK | — | Erstveröffentlichung: 15. März 2004 |
| 2005 | A Little Soul in Your Heart                          | UK29 (3 Wo.)UK | — | Erstveröffentlichung: 8. August 2005 Produzent: Simon Climie |
| 2015 | Making Life Rhyme                                    | UK35 (1 Wo.)UK | — | Erstveröffentlichung: 13. April 2015 Produzenten: Richard Cardwell, Billy Lawrie                                                                                     |

Weitere Studioalben
- 1965: Something to Shout About (UK) / 1973: Lulu! (US)
- 1967: From Lulu … with Love
- 1969: Lulu’s Album (UK) / 1970: It’s Lulu (US)
- 1970: Melody Fair
- 1973: Lulu
- 1976: Heaven and Earth and the Stars
- 1979: Don’t Take Love for Granted
- 1982: Take Me to Your Heart Again
- 1989: The Man Who Sold the World
- 1997: Absolutely

## Filmografie (Auswahl)
- 1967: Junge Dornen (To Sir, with Love)